# Paul Lavalle
Paul Lavalle (ook: Paul LaValle) (Beacon, New York, 6 september 1908 – Harrisonburg, Virginia, 24 juni 1997) was een Amerikaans componist, dirigent, klarinettist en saxofonist. Als componist gebruikte hij regelmatig zijn geboortenaam Joseph Usifer.

## Levensloop
Lavalle's ouders waren Italiaanse emigranten. Hij studeerde muziek aan de Juilliard School of Music onder andere bij Joseph Schillinger compositie. Eerst speelde hij in verschillende bands inclusief een in Havana in Cuba. Hij behoorde als klarinettist bij het NBC Symphony Orchestra, vooral in de tijd toen het door Arturo Toscanini werd gedirigeerd. Dit orkest voerde ook op 6 december 1942 de première uit van zijn eerste werk, de Symfonische Rhumba uit 1939 onder leiding van Leopold Stokowski.
Hij verzorgde ook verschillende (eigen) programma's voor de Amerikaanse omroep, zoals "Highway of Melody", "Chamber Music Society of Lower Basin Street" en "Band of America". Daarbij werkte hij met bekende artiesten en kunstenaars samen.
In 1948 en 1949 werd hij dirigent van de bekende "Band of America", waarmee hij regelmatig televisie-optredens verzorgde. Vanaf 1964 had deze band buitengewoon succes bij optredens buiten de Verenigde Staten en zo kwam het dat de "Band of America" het officiële orkest van de Wereldtentoonstelling van 1964 in New York werd.
Hij was gastdirigent van de symfonieorkesten van alle bekende omroepstations in de Verenigde Staten, van het New York Philharmonic Orchestra en het Rochester Philharmonic Orchestra. In 1966 werd hij chef-dirigent van het Radio City Music Hall Symphony Orchestra en bleef in deze functie tot 1975. Later dirigeerde hij ook het Wilton Chamber Orchestra in Wilton, Connecticut.
In 1967 was hij medeoprichter van de All-American High School Band, die later als McDonald's All-American High School Band bekend werd.
De actrice Muriel Angelus (1909-2004) was zijn echtgenote sinds 1946.
Als componist schreef hij werken voor harmonieorkest.

## Composities

### Werken voor harmonieorkest
- 1948 Boys' Clubs of America
- 1949-1950 Band of America March
- 1950 Big Joe, The Tuba March
- 1950 Good Fellowship
- 1950 Merrymakers
- 1951 United States Overture
- 1951 Land of our Fathers - Ode To America
- 1952 Dwight D. Eisenhower March
- 1952 The United Press March
- 1955 God of our Fathers, parafrase
- 1956 Bugle Call a'Plenty
- All-American High School Band March
- March from Broadway to Hollywood
- The Ballyhoo March
- The Big Brass Band
- The U.S. Air Force March
- Trumpet Polka

## Publicaties
- Joseph Schillinger (1895-1943): Music Science Promethean Warren Brodsky - American Music, Vol. 21, No. 1 (Spring, 2003), pp. 45-73